# Brixia Tour 2009
Il Brixia Tour 2009, nona edizione della corsa, si è svolto in cinque tappe (la prima è suddivisa in due semitappe) dal 22 al 26 luglio 2009 ed ha affrontato un percorso totale di 878,1 km. È stato vinto da Giampaolo Caruso che ha terminato in 21h21'51".

## Tappe
| Tappa  | Data      | Percorso                                   | km    | Vincitore di tappa   | Leader cl. generale |
| ------ | --------- | ------------------------------------------ | ----- | -------------------- | ------------------- |
| 1ª-1ª  | 22 luglio | Orzinuovi > Orzinuovi                      | 117,6 | Mattia Gavazzi       | Mattia Gavazzi      |
| 1ª-2ª  | 22 luglio | Prevalle > Mezzane di Villanuova sul Clisi | 86,3  | Giampaolo Caruso     | Giampaolo Caruso    |
| 2ª     | 23 luglio | Buffalora > Navazzo di Gargnano            | 163,5 | Leonardo Bertagnolli | Giampaolo Caruso    |
| 3ª     | 24 luglio | Angolo Terme > Borno                       | 169,7 | Santo Anzà           | Giampaolo Caruso    |
| 4ª     | 25 luglio | Concesio > Passo Maniva                    | 156,5 | Giampaolo Caruso     | Giampaolo Caruso    |
| 5ª     | 26 luglio | Pisogne > Darfo Boario Terme               | 184,5 | Mattia Gavazzi       | Giampaolo Caruso    |
| Totale | Totale    | Totale                                     | 878,1 |                      |                     |

## Squadre e corridori partecipanti
| N.    | Cod. | Squadra                         |
| ----- | ---- | ------------------------------- |
| 1-8   | ISD  | ISD-Neri                        |
| 11-18 | LAM  | Lampre-N.G.C.                   |
| 21-28 | AST  | Astana                          |
| 31-38 | FUJ  | Fuji-Servetto                   |
| 41-48 | MRM  | Team Milram                     |
| 51-58 | ASA  | Acqua & Sapone-Caffè Mokambo    |
| 61-68 | BAR  | Barloworld                      |
| 71-78 | FLM  | Ceramica Flaminia-Bossini Docce |

| N.      | Cod. | Squadra                          |
| ------- | ---- | -------------------------------- |
| 81-88   | CTT  | Cervélo TestTeam                 |
| 91-98   | CSF  | CSF Group-Navigare               |
| 101-108 | LPR  | LPR Brakes-Farnese Vini          |
| 111-118 | SDA  | Serramenti Diquigiovanni-Androni |
| 121-128 | BLM  | Betonexpressz 2000-Limonta       |
| 131-138 | CMO  | Carmiooro-A-Style                |
| 141-148 | KCT  | Meridiana-Kalev Chocolate Team   |
| 151-158 | MIE  | Miche-Silver Cross-Selle Italia  |

## Dettagli delle tappe

### 1ª tappa-1ª semitappa
- 22 luglio: Orzinuovi > Orzinuovi – 117,6 km

Risultati
| Pos. | Corridore           | Squadra       | Tempo    |
| ---- | ------------------- | ------------- | -------- |
| 1    | Mattia Gavazzi      | Diquigiovanni | 2h46'35" |
| 2    | Alessandro Petacchi | LPR Brakes    | s.t.     |
| 3    | Andrea Grendene     | Lampre-N.G.C. | s.t.     |

| Pos. | Corridore           | Squadra       | Tempo    |
| ---- | ------------------- | ------------- | -------- |
| 1    | Mattia Gavazzi      | Diquigiovanni | 2h46'29" |
| 2    | Alessandro Petacchi | LPR Brakes    | a 2"     |
| 3    | Andrea Grendene     | Lampre-N.G.C. | a 4"     |

### 1ª tappa-2ª semitappa
- 22 luglio: Prevalle > Mezzane di Villanuova sul Clisi – 86,3 km

Risultati
| Pos. | Corridore        | Squadra       | Tempo    |
| ---- | ---------------- | ------------- | -------- |
| 1    | Giampaolo Caruso | Cer. Flaminia | 2h05'39" |
| 2    | Francesco Failli | Acqua & Sap.  | a 8"     |
| 3    | Luca Solari      | Diquigiovanni | a 11"    |

| Pos. | Corridore        | Squadra       | Tempo    |
| ---- | ---------------- | ------------- | -------- |
| 1    | Giampaolo Caruso | Cer. Flaminia | 4h52'08" |
| 2    | Francesco Failli | Acqua & Sap.  | a 10"    |
| 3    | Luca Solari      | Diquigiovanni | a 15"    |

### 2ª tappa
- 23 luglio: Buffalora > Navazzo di Gargnano – 163,5 km

Risultati
| Pos. | Corridore            | Squadra       | Tempo    |
| ---- | -------------------- | ------------- | -------- |
| 1    | Leonardo Bertagnolli | Diquigiovanni | 3h59'14" |
| 2    | Giampaolo Caruso     | Cer. Flaminia | s.t.     |
| 3    | Domenico Pozzovivo   | CSF Group     | a 3"     |

| Pos. | Corridore            | Squadra       | Tempo    |
| ---- | -------------------- | ------------- | -------- |
| 1    | Giampaolo Caruso     | Cer. Flaminia | 8h51'16" |
| 2    | Leonardo Bertagnolli | Diquigiovanni | a 18"    |
| 3    | Domenico Pozzovivo   | CSF Group     | a 35"    |

### 3ª tappa
- 24 luglio: Angolo Terme > Borno – 169,7 km

Risultati
| Pos. | Corridore            | Squadra       | Tempo    |
| ---- | -------------------- | ------------- | -------- |
| 1    | Santo Anzà           | ISD-Neri      | 4h10'20" |
| 2    | Leonardo Bertagnolli | Diquigiovanni | s.t.     |
| 3    | Andrea Masciarelli   | Acqua & Sap.  | s.t.     |

| Pos. | Corridore            | Squadra       | Tempo     |
| ---- | -------------------- | ------------- | --------- |
| 1    | Giampaolo Caruso     | Cer. Flaminia | 13h01'36" |
| 2    | Leonardo Bertagnolli | Diquigiovanni | a 12"     |
| 3    | Domenico Pozzovivo   | CSF Group     | a 35"     |

### 4ª tappa
- 25 luglio: Concesio > Passo Maniva – 156,5 km

Risultati
| Pos. | Corridore             | Squadra       | Tempo    |
| ---- | --------------------- | ------------- | -------- |
| 1    | Giampaolo Caruso      | Cer. Flaminia | 4h05'22" |
| 2    | Przemysław Niemiec    | Miche         | a 6"     |
| 3    | Francesco Masciarelli | Acqua & Sap.  | a 11"    |

| Pos. | Corridore            | Squadra       | Tempo     |
| ---- | -------------------- | ------------- | --------- |
| 1    | Giampaolo Caruso     | Cer. Flaminia | 17h06'48" |
| 2    | Domenico Pozzovivo   | CSF Group     | a 1'21"   |
| 3    | Leonardo Bertagnolli | Diquigiovanni | a 1'25"   |

### 5ª tappa
- 26 luglio: Pisogne > Darfo Boario Terme – 184,5 km

Risultati
| Pos. | Corridore         | Squadra       | Tempo    |
| ---- | ----------------- | ------------- | -------- |
| 1    | Mattia Gavazzi    | Diquigiovanni | 4h15'03" |
| 2    | Bernardo Riccio   | Cer. Flaminia | s.t.     |
| 3    | Francisco Ventoso | Carmiooro     | s.t.     |

| Pos. | Corridore            | Squadra       | Tempo     |
| ---- | -------------------- | ------------- | --------- |
| 1    | Giampaolo Caruso     | Cer. Flaminia | 21h21'51" |
| 2    | Domenico Pozzovivo   | CSF Group     | a 1'21"   |
| 3    | Leonardo Bertagnolli | Diquigiovanni | a 1'25"   |

## Classifiche finali

### Classifica generale - Maglia azzurra
| Pos. | Corridore             | Squadra       | Tempo     |
| ---- | --------------------- | ------------- | --------- |
| 1    | Giampaolo Caruso      | Cer. Flaminia | 21h21'51" |
| 2    | Domenico Pozzovivo    | CSF Group     | a 1'21"   |
| 3    | Leonardo Bertagnolli  | Diquigiovanni | a 1'25"   |
| 4    | Santo Anzà            | ISD-Neri      | a 1'27"   |
| 5    | Francesco Masciarelli | Acqua & Sap.  | a 2'02"   |
| 6    | Pasquale Muto         | Miche         | a 2'11"   |
| 7    | Sergio Pardilla       | Carmiooro     | a 3'23"   |
| 8    | Eros Capecchi         | Fuji-Servetto | a 3'43"   |
| 9    | Tomasz Marczyński     | Miche         | a 3'51"   |
| 10   | Marco Marzano         | Lampre-N.G.C. | a 3'53"   |

### Classifica a punti - Maglia rossa
| Pos. | Corridore            | Squadra       | Punti |
| ---- | -------------------- | ------------- | ----- |
| 1    | Giampaolo Caruso     | Cer. Flaminia | 39    |
| 2    | Leonardo Bertagnolli | Diquigiovanni | 29    |
| 3    | Mattia Gavazzi       | Diquigiovanni | 24    |
| 4    | Santo Anzà           | ISD-Neri      | 21    |
| 5    | Domenico Pozzovivo   | CSF Group     | 19    |

### Classifica scalatori - Maglia verde
| Pos. | Corridore            | Squadra       | Punti |
| ---- | -------------------- | ------------- | ----- |
| 1    | Giampaolo Caruso     | Cer. Flaminia | 13    |
| 2    | Domenico Pozzovivo   | CSF Group     | 6     |
| 3    | Leonardo Bertagnolli | Diquigiovanni | 5     |
| 4    | Ruslan Pidhornyj     | ISD-Neri      | 4     |
| 5    | Eddy Serri           | Meridiana     | 4     |

### Classifica dei Traguardi volanti - Maglia gialla
| Pos. | Corridore        | Squadra       | Tempo |
| ---- | ---------------- | ------------- | ----- |
| 1    | Ermanno Capelli  | Fuji-Servetto | 33    |
| 2    | Geraint Thomas   | Barloworld    | 12    |
| 3    | Andrea Moletta   | Miche         | 8     |
| 4    | Christian Kux    | Milram        | 8     |
| 5    | Gabriele Bosisio | LPR Brakes    | 6     |

### Classifica giovani - Maglia bianca
| Pos. | Corridore             | Squadra       | Tempo     |
| ---- | --------------------- | ------------- | --------- |
| 1    | Francesco Masciarelli | Acqua & Sap.  | 21h23'53" |
| 2    | Eros Capecchi         | Fuji          | a 1'41"   |
| 3    | Enrico Zen            | CSF Group     | a 5'06"   |
| 4    | Roman Kireev          | Astana        | a 8'51"   |
| 5    | Enrico Magazzini      | Lampre-N.G.C. | a 14'33"  |

### Classifica a squadre
| Pos. | Squadra                          | Tempo     |
| ---- | -------------------------------- | --------- |
| 1    | Miche-Silver Cross-Selle Italia  | 64h14'11" |
| 2    | CSF Group-Navigare               | a 3'08"   |
| 3    | Acqua & Sapone-Caffè Mokambo     | a 4'26"   |
| 4    | Serramenti Diquigiovanni-Androni | a 10'24"  |
| 5    | ISD-Neri                         | a 11'00"  |